# Arycanda concussa
Arycanda concussa är en fjärilsart som beskrevs av W. Warren 1903. Arycanda concussa ingår i släktet Arycanda och familjen mätare. Inga underarter finns listade i Catalogue of Life.